# Liste d'élections nationales en 2012
Chronologie des élections
- 2008
- 2009
- 2010
- 2011
- 2012
- 2013
- 2014
- 2015
- 2016

Carte des pays où les élections présidentielles ont eu lieu au cours de 2012

Cette liste recense les élections organisées durant l'année 2012. Elle inclut les élections législatives et présidentielles nationales dans les États souverains, ainsi que les référendums.

## Commentaires généraux
Aux États-Unis, le président démocrate Barack Obama est réélu pour un second et dernier mandat en novembre. Dans le même temps, l'opposition républicaine conserve sa majorité à la Chambre des représentants. En Russie, Vladimir Poutine remporte largement l'élection présidentielle du mois de mars. Précédemment président de la fédération de Russie de 1999 à 2008, il avait exercé la fonction de premier ministre de 2008 à 2012, la Constitution ne l'autorisant pas à exercer trois mandats successifs à la tête de l'État. La France de son côté connaît une alternance au pouvoir, avec la victoire de la gauche aux élections présidentielle (avril et mai) et législatives (juin). François Hollande devient président de la République. Une alternance a également lieu au Japon, où la droite remporte les élections législatives en décembre. Shinzō Abe devient premier ministre.
Au Yémen, une vague de contestation populaire dans le cadre du Printemps arabe contraint le président Ali Abdallah Saleh à démissionner en février. Une élection a alors lieu, bien que les divers partis se sont accordés sur un candidat unique, Abdrabbo Mansour Hadi. L'élection, pour la forme, est entachée de violences orchestrées par les séparatistes du Mouvement du Sud. En Égypte, la révolution qui a renversé le président Hosni Moubarak entraîne une élection présidentielle aux mois de mai et juin. Elle est remportée par le candidat islamiste Mohamed Morsi, qui devient ainsi le premier président démocratiquement élu de l'histoire du pays. Une nouvelle constitution est approuvée par référendum en décembre. À la suite d'un vaste mouvement de protestation populaire, le président Morsi sera toutefois renversé par un coup d'État militaire en 2013. Au Myanmar (Birmanie) les élections législatives partielles du mois d'avril s'inscrivent dans le processus de démocratisation du pays, et permettent l'entrée d'Aung San Suu Kyi au Parlement. En conséquence, l'Union européenne et les États-Unis lèvent leurs sanctions économiques contre la junte birmane.
Au Venezuela, le socialiste Hugo Chávez, président depuis 1999 et auteur de la « Révolution bolivarienne », remporte l'élection présidentielle du mois d'octobre, mais décède en mars 2013 après une longue maladie, sans avoir pu prêter serment pour son nouveau mandat.

Carte du monde indiquant les pays organisant des élections ou des référendums nationaux :
Présidentielle
Législatives
Présidentielle et législatives
Référendum
Présidentielle et référendum
Législatives et référendum
Présidentielle, législatives et référendum
Législatives et judiciaires
Législatives, judicaires et référendum
Présidentielle, législatives, judiciaires et référendum

## Par mois

### Janvier
| Date            | Pays          | Élections                      | Contexte                     | Résultats |
| --------------- | ------------- | ------------------------------ | ---------------------------- | --- |
| 3 janvier       | Îles Marshall | Présidentielle                 | Indirecte                    | Alternance. Élection de Christopher Loeak (sans étiquette). |
| 3 et 10 janvier | Égypte        | Législatives                   | Anticipées ; troisième étape | Le Parti Liberté et Justice (islamiste) obtient la majorité relative. La Haute Cour constitutionnelle annule les résultats, pour non-respect des règles électorales. |
| 13 janvier      | Kiribati      | Présidentielle                 |                              | Anote Tong (BTK) est reconduit pour un troisième et dernier mandat.                                                                                                  |
| 14 janvier      | Taïwan        | Législatives et présidentielle |                              | Ma Ying-jeou est réélu président. Son parti, le Kuomintang (centre-droit), conserve la majorité absolue au parlement.                                                |
| 15 janvier      | Kazakhstan    | Législatives                   |                              | Le parti Nour-Otan conserve la majorité absolue. L'OCDE ne considère pas ces élections comme démocratiques.                                                          |
| 22 janvier      | Finlande      | Présidentielle                 | 1er tour                     | - |

### Février
| Date       | Pays         | Élections                  | Contexte | Résultats |
| ---------- | ------------ | -------------------------- | -------- | --- |
| 2 février  | Koweït       | Législatives               |          | Les candidats d'opposition, issus de divers mouvements, remportent une majorité de sièges. Les résultats de l'élection sont annulés par la cour constitutionnelle en juin, leur tenue n'ayant pas été jugée conforme à la constitution. |
| 5 février  | Finlande     | Présidentielle             | 2nd tour | Alternance. Élection de Sauli Niinistö (PCN, centre-droit). |
| 12 février | Turkménistan | Présidentielle             |          | Réélection de Gurbanguly Berdimuhamedow. Le Tukménistan est un État à parti unique ; les autres candidats, du même parti, ne présentent pas de réelle opposition.                                                                       |
| 21 février | Yémen        | Présidentielle             |          | Pour ce scrutin qui se veut l'amorce d'une transition démocratique, les divers partis et mouvements s'accordent sur une candidature unique, celle d'Abdrabbo Mansour Hadi, dont l'élection n'est alors qu'une formalité.                |
| 26 février | Sénégal      | Présidentielle             | 1er tour | - |
| 26 février | Syrie        | Référendum constitutionnel |          | Les réformes constitutionnelles, autorisant notamment une diversité de partis politiques, sont approuvées. Le référendum se déroule alors que la guerre civile se poursuit.                                                             |

### Mars
| Date    | Pays                  | Élections          | Contexte | Résultats |
| ------- | --------------------- | ------------------ | --- | --- |
| 2 mars  | Iran                  | Législatives       | 1er tour | - |
| 4 mars  | Russie                | Présidentielle     | | Le parti Russie unie (droite) conserve la présidence, Vladimir Poutine succédant à Dmitri Medvedev.                                                                      |
| 7 mars  | Belize                | Législatives       | | Le Parti démocratique uni (centre-droit) conserve la majorité. Dean Barrow demeure premier ministre.                                                                     |
| 10 mars | Slovaquie             | Législatives       | Anticipées | Alternance. Le parti Direction - Social-démocratie obtient la majorité absolue des sièges. Robert Fico devient premier ministre.                                         |
| 11 mars | Salvador              | Législatives       | | L'Alliance républicaine nationaliste (droite), parti d'opposition, obtient la majorité relative.                                                                         |
| 17 mars | Timor oriental        | Présidentielle     | 1er tour | - |
| 18 mars | Allemagne             | Présidentielle     | Indirecte ; anticipée à la suite de la démission de Christian Wulff                                                                                   | Élection de Joachim Gauck, soutenu entre autres par les deux plus grands partis (CDU, centre-droit, et SPD, centre-gauche).                                              |
| 18 mars | Guinée-Bissau         | Présidentielle     | 1er tour ; anticipée à la suite du décès de Malam Bacai Sanhá. Le 2nd tour, prévu pour le 22 avril, est avorté à la suite d'un coup d'État militaire. | - |
| 25 mars | Sénégal               | Présidentielle     | 2e tour | Alternance. Élection de Macky Sall (APR). |
| 25 mars | Ossétie du Sud-Alanie | Présidentielle     | 1er tour. À la suite de l'invalidation de l'élection de 2011                                                                                          | - |
| 25 mars | Hong Kong             | Chef de l'exécutif | | Élection de Leung Chun-ying, sans étiquette mais bénéficiant du soutien de Pékin, à l'instar de son prédécesseur.                                                        |
| 29 mars | Gambie                | Législatives       | | L'Alliance patriotique pour la réorientation et la construction conserve une large majorité de sièges. La Gambie n'est généralement pas considérée comme une démocratie. |

### Avril
| Date      | Pays           | Élections               | Contexte | Résultats |
| --------- | -------------- | ----------------------- | -------- | --- |
| 1er avril | Birmanie       | Législatives partielles |          | La majorité des sièges sont remportées par le Parti de l'union, de la solidarité et du développement (parti de la junte au pouvoir), mais l'opposante Aung San Suu Kyi est élue députée. |
| 11 avril  | Corée du Sud   | Législatives            |          | Le Parti Saenuri (conservateur) conserve la majorité absolue. |
| 16 avril  | Timor oriental | Présidentielle          | 2e tour  | Élection de Taur Matan Ruak (sans étiquette). |
| 22 avril  | France         | Présidentielle          | 1er tour | - |

### Mai
| Date         | Pays    | Élections                  | Contexte                | Résultats |
| ------------ | ------- | -------------------------- | ----------------------- | --- |
| 2 mai        | Hongrie | Présidentielle             | 1er tour                | Anticipée. Victoire du conservateur János Áder. |
| 4 mai        | Iran    | Législatives               | 2e tour                 | Boycottée par certains réformateurs, dont beaucoup sont par ailleurs disqualifiés par le Conseil des gardiens de la Constitution, l'élection est remportée par les conservateurs.                             |
| 6 mai        | Arménie | Législatives               |                         | Le Parti républicain (conservateur), au pouvoir, obtient cette fois la majorité absolue. |
| 6 mai        | France  | Présidentielle             | 2e tour                 | Alternance. Élection de François Hollande (Parti socialiste). |
| 6 mai        | Grèce   | Législatives               | Anticipées              | Parlement sans majorité. De nouvelles élections se tiennent le mois suivant. |
| 6 mai        | Serbie  | Législatives               |                         | Parlement sans majorité. Ivica Dačić parvient à former une coalition et devient premier ministre. |
| 6 et 20 mai  | Serbie  | Présidentielle             | Anticipée               | Alternance. Élection de Tomislav Nikolić (PPS, droite). |
| 7 mai        | Bahamas | Législatives               |                         | Alternance. Victoire du Parti libéral progressiste (social-libéral) ; Perry Christie devient premier ministre.                                                                                                |
| 10 mai       | Algérie | Législatives               |                         | L'Alliance présidentielle (FLN, RND, MSP) conserve la majorité. Le FLN arrive nettement en tête, et Abdelmalek Sellal devient premier ministre.                                                               |
| 23 et 24 mai | Égypte  | Présidentielle             | Anticipée, 1er tour     | - |
| 26 mai       | Lesotho | Législatives               |                         | Parlement sans majorité, menant à l'alternance. Le gouvernement sortant ne parvient pas à former une coalition, et c'est Tom Thabane (parti : Convention de tous les Basotho) qui est nommé premier ministre. |
| 30 mai       | Albanie | Présidentielle             | Indirecte, premier tour | - |
| 31 mai       | Irlande | Référendum constitutionnel |                         | Acceptation de la ratification du Pacte budgétaire européen. |

### Juin
| Date            | Pays                      | Élections      | Contexte | Résultats |
| --------------- | ------------------------- | -------------- | --- | --- |
| 4, 8 et 11 juin | Albanie                   | Présidentielle | Indirecte, 2e, 3e et 4e tours                                                                                      | La présidence est conservée par le Parti démocrate (conservateur), en la personne du nouveau président Bujar Nishani.                                                              |
| 10 et 17 juin   | France                    | Législatives   | | Alternance. Le Parti socialiste et ses alliés proches remportent la majorité absolue.                                                                                              |
| 16 et 17 juin   | Égypte                    | Présidentielle | 2e tour | Alternance. Élection de Mohamed Morsi (PLJ, islamiste), à la suite de la révolution égyptienne.                                                                                    |
| 17 juin         | Grèce                     | Législatives   | Nouvelles élections après l'échec des négociations de formation d'un gouvernement à la suite des élections de mai. | Parlement sans majorité. Antonis Samaras (Nouvelle Démocratie, conservateur) parvient à former un gouvernement de coalition.                                                       |
| 23 juin         | Papouasie-Nouvelle-Guinée | Législatives   | Les élections, en un seul tour, se déroulent sur deux semaines à partir du 23 juin.                                | Parlement sans majorité. Le premier ministre sortant Peter O'Neill (CNP) conserve le pouvoir à la tête d'une large coalition, qui inclut son principal adversaire, Michael Somare. |
| 28 juin         | Mongolie                  | Législatives   | | Alternance. Le Parti démocrate (centre-droit) obtient la majorité relative. Norovyn Altankhuyag devient premier ministre.                                                          |
| 30 juin         | Islande                   | Présidentielle | | Ólafur Ragnar Grímsson (sans étiquette) est réélu pour un cinquième mandat. |

### Juillet
| Date        | Pays                | Élections                      | Contexte                                             | Résultats |
| ----------- | ------------------- | ------------------------------ | ---------------------------------------------------- | --- |
| 1er juillet | Liechtenstein       | Référendum constitutionnel     |                                                      | Rejet du projet de réduction des pouvoirs exécutifs de la famille royale. |
| 1er juillet | Mexique             | Présidentielle et législatives |                                                      | Alternance. Enrique Peña Nieto est élu président, et son Parti révolutionnaire institutionnel (centre-gauche) remporte également les législatives.                                                   |
| 1er juillet | Sénégal             | Législatives                   |                                                      | Alternance. Victoire de la coalition de partis soutenant le nouveau président Macky Sall. |
| 7 juillet   | Timor oriental      | Législatives                   |                                                      | Le Congrès national de reconstruction timoraise (centre-gauche) conserve la majorité relative, et Xanana Gusmão demeure premier ministre.                                                            |
| 7 juillet   | Libye               | Législatives                   | Devait à l'origine rédiger la nouvelle constitution. | Congrès sans majorité politique, principalement composé d'élus sans étiquette. L'Alliance des forces nationales (libérale) de Mahmoud Jibril apparaît toutefois comme la principale force politique. |
| 15 juillet  | République du Congo | Législatives                   | 1er tour                                             | - |
| 19 juillet  | Inde                | Présidentielle                 | Indirecte                                            | Le Congrès national indien conserve la présidence, en la personne du nouveau président Pranab Mukherjee.                                                                                             |
| 19 juillet  | Haut-Karabagh       | Présidentielle                 |                                                      | Bako Sahakian (sans étiquette) est réélu pour un second mandat. |
| 20 juillet  | Roumanie            | Référendum révocatoire         |                                                      | Les électeurs se prononcent en faveur de la destitution du président Traian Băsescu. La Cour constitutionnelle invalide toutefois le référendum, en raison de la faible participation.               |

### Août
| Date    | Pays                | Élections    | Contexte | Résultats |
| ------- | ------------------- | ------------ | -------- | --- |
| 5 août  | République du Congo | Législatives | 2d tour  | Le Parti congolais du travail (gauche), au pouvoir, obtient la majorité absolue.                                                                                      |
| 31 août | Angola              | Législatives |          | Le Mouvement populaire de libération de l'Angola (centre-gauche) conserve la majorité absolue, et le Parlement reconduit José Eduardo dos Santos à la tête de l'État. |

### Septembre
| Date         | Pays          | Élections      | Contexte   | Résultats |
| ------------ | ------------- | -------------- | ---------- | --- |
| 4 septembre  | Canada Québec | Législatives   |            | Alternance. Assemblée sans majorité, mais le Parti québécois obtient la majorité relative et Pauline Marois forme un gouvernement minoritaire. |
| 10 septembre | Somalie       | Présidentielle | Indirecte  | Alternance. Élection de Hassan Sheikh Mohamoud (PPD, centre-gauche).                                                                           |
| 12 septembre | Pays-Bas      | Législatives   | Anticipées | Le PPLD consolide sa majorité relative, et Mark Rutte demeure premier ministre.                                                                |
| 23 septembre | Biélorussie   | Législatives   |            | La quasi-totalité des députés sont sans étiquette, mais soutiennent le gouvernement. L'OSCE dénonce des élections non-démocratiques.           |

### Octobre
| Date             | Pays       | Élections                  | Contexte   | Résultats |
| ---------------- | ---------- | -------------------------- | ---------- | --- |
| 1er octobre      | Géorgie    | Législatives               |            | Alternance. Victoire du parti Rêve géorgien ; Bidzina Ivanichvili devient premier ministre.                                                                  |
| 7 octobre        | Venezuela  | Présidentielle             |            | Réélection d'Hugo Chávez (Grand pôle patriotique, gauche).                                                                                                   |
| 14 octobre       | Belgique   | Communales et provinciales |            | |
| 14 octobre       | Monténégro | Législatives               | Anticipées | Le parti Monténégro européen (centre-gauche) perd sa majorité absolue mais conserve la majorité relative ; Milo Đukanović demeure à la tête du gouvernement. |
| 20 octobre       | Islande    | Référendum constitutionnel |            | Les citoyens approuvent les réformes proposées par un comité de « citoyens ordinaires ».                                                                     |
| 14 et 28 octobre | Lituanie   | Législatives               |            | Parlement sans majorité, menant à une alternance. Algirdas Butkevičius (Parti social-démocrate) forme un gouvernement de coalition.                          |
| 28 octobre       | Ukraine    | Législatives               |            | Le Parti des régions (centre-droit, défenseur des russophones) conserve la majorité relative ; Mykola Azarov demeure premier ministre.                       |
| 30 octobre       | Vanuatu    | Législatives               |            | Parlement sans majorité. Sato Kilman (PPP) demeure premier ministre en formant un large gouvernement de coalition.                                           |

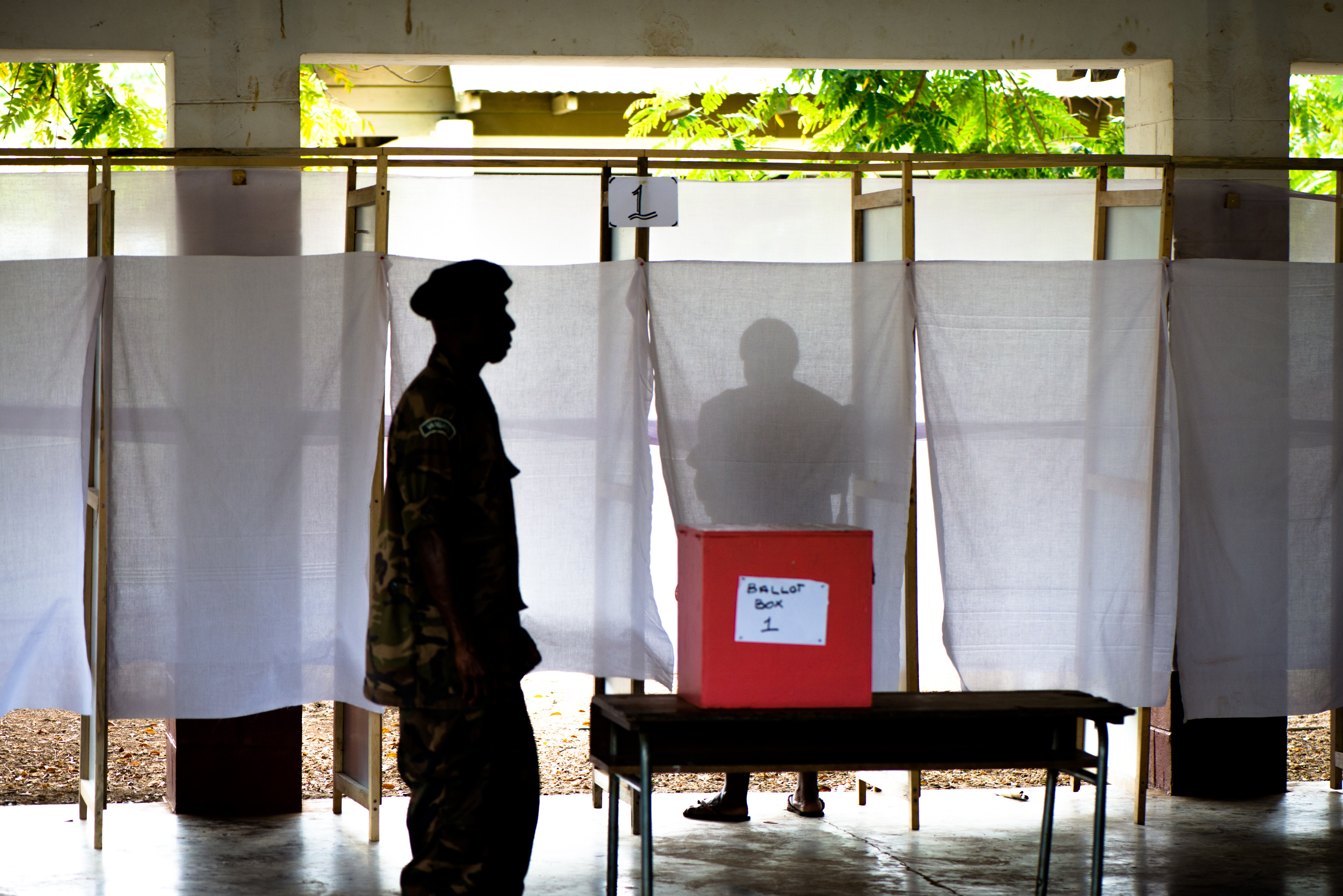
Un électeur dans l'isoloir lors des élections législatives vanuataises de 2012, en octobre.
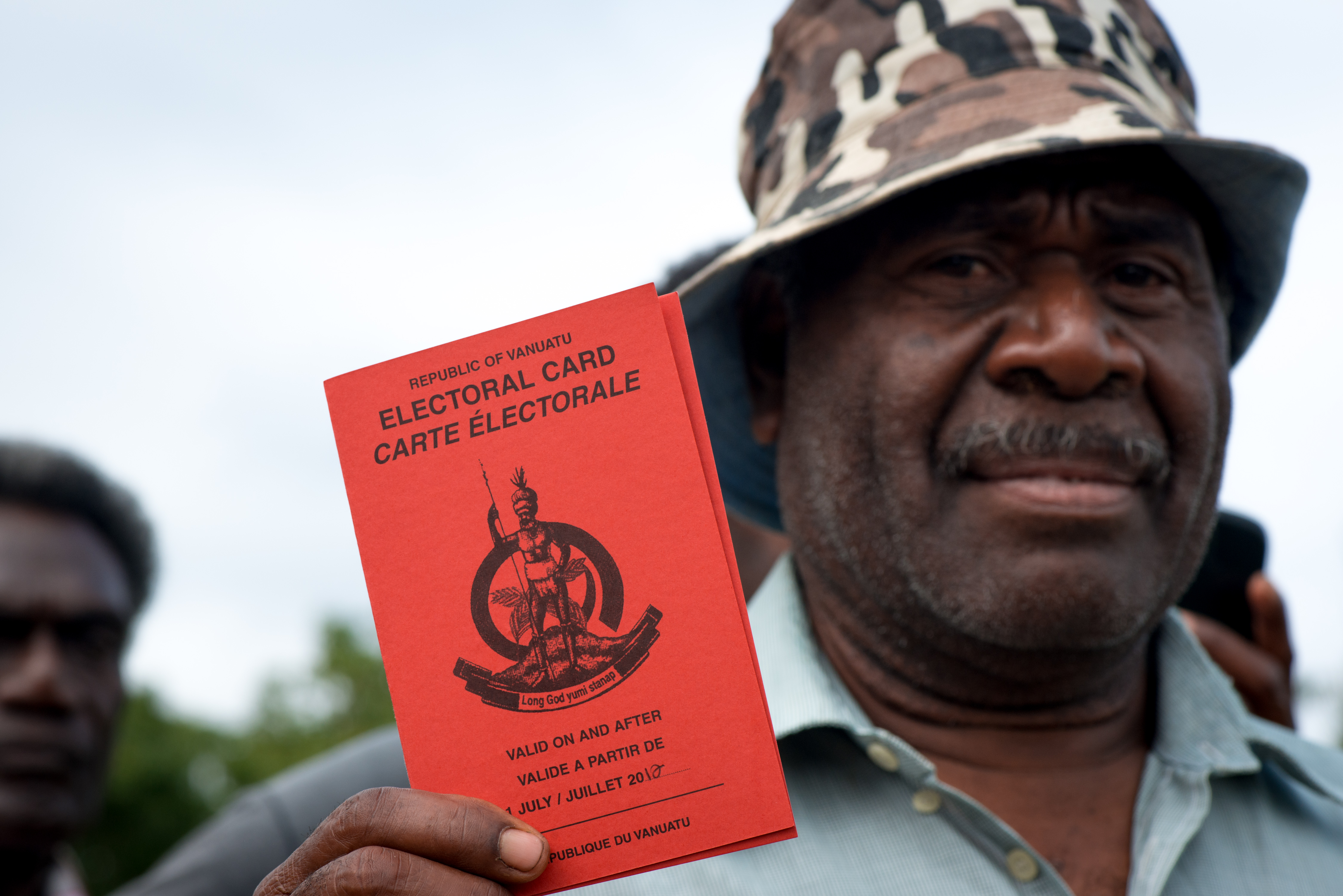
Un citoyen vanuatais montre sa carte électorale lors du scrutin d'octobre 2012.

### Novembre
| Date        | Pays         | Élections                                                      | Contexte | Résultats |
| ----------- | ------------ | -------------------------------------------------------------- | -------- | --- |
| 6 novembre  | États-Unis   | Présidentielle, sénatoriales, gouvernatoriales et législatives |          | Réélection de Barack Obama (Parti démocrate) à la présidence. Le Parti démocrate conserve la majorité au Sénat, et le Parti républicain à la Chambre des Représentants. |
| 6 novembre  | Palaos       | Présidentielle et Législatives                                 |          | Il n'y a pas de partis politiques à Palau. Néanmoins, les électeurs choisissent l'alternance à la présidentielle, avec la victoire de Tommy Remengesau.                 |
| 10 novembre | Irlande      | Référendum constitutionnel                                     |          | Adoption du trente-et-unième amendement à la constitution, garantissant les droits de l'enfant.                                                                         |
| 11 novembre | Saint-Marin  | Législatives                                                   |          | La coalition « Saint-Marin Bien Commun » (alliance de partis du centre-droit, du centre et du centre-gauche) conserve la majorité.                                      |
| 11 novembre | Slovénie     | Présidentielle                                                 | 1er tour | - |
| 17 novembre | Sierra Leone | Présidentielle et                                              |          | Réélection d'Ernest Bai Koroma à la présidence. Son parti, le Congrès de tout le peuple (centre-gauche), conserve également sa majorité parlementaire.                  |
| 29 novembre | Algérie      | Locales                                                        |          | - |

### Décembre
| Date              | Pays         | Élections                  | Contexte                                                                              | Résultats |
| ----------------- | ------------ | -------------------------- | ------------------------------------------------------------------------------------- | --- |
| 1er décembre      | Koweït       | Législatives               | Anticipées, après l'invalidation de celles de février                                 | Il n'y a pas de partis politiques au Koweit. Dans le cadre d'un mouvement de contestation, nombre d'opposants (notamment islamistes) boycottent le scrutin, et ne sont donc pas représentés. |
| 1er décembre      | Slovénie     | Présidentielle             | 2e tour                                                                               | Alternance. Élection de Borut Pahor, candidat des Sociaux-démocrates. |
| 2 décembre        | Burkina Faso | Législatives               |                                                                                       | Le Congrès pour la démocratie et le progrès (centre-gauche) conserve la majorité. |
| 7 décembre        | Ghana        | Présidentielle             | Anticipée à la suite du décès du président John Atta-Mills                            | Élection du vice-président sortant, John Dramani Mahama (CDN, centre-gauche). |
| 9 décembre        | Roumanie     | Parlementaires             | après 4 ans ; Sénat et Chambre des députés (scrutin mixte à finalité proportionnelle) | L'Union sociale-libérale (union du centre-droit et du centre-gauche) conserve la majorité ; Victor Ponta demeure premier ministre.                                                           |
| 16 décembre       | Japon        | Législatives               | Anticipées                                                                            | Alternance. Victoire du Parti libéral-démocrate (conservateur) ; Shinzo Abe devient premier ministre.                                                                                        |
| 19 décembre       | Corée du Sud | Présidentielle             |                                                                                       | Le parti Saenuri (conservateur) conserve la présidence, en la personne de Park Geun-hye, première femme à occuper cette fonction.                                                            |
| 15 et 22 décembre | Égypte       | Référendum constitutionnel |                                                                                       | Approbation de la nouvelle constitution. |